# Corri o muori
Corri o muori (Ride or Die) è un film statunitense del 2003 diretto da Craig Ross Jr..